# Fontaine-Lestang
Pour la station de métro, voir Fontaine-Lestang (métro de Toulouse).
Fontaine-Lestang est un quartier résidentiel de Toulouse, situé sur la rive gauche de la Garonne, et qui a connu un fort développement après la Seconde Guerre mondiale (1939-1945).
Cet ancien faubourg de la ville, souvent inondé dans le passé[réf. nécessaire], est réputé comme étant dynamique, pavillonnaire et populaire.
Il est situé administrativement dans le secteur 2-Rive gauche de la ville de Toulouse (ancien quartier no 3) et dans le canton de Toulouse-3 du département de la Haute-Garonne.

## Toponymie, étymologie
Ce quartier a tiré son nom de la voie qui le traverse, le chemin de Fontaine-Lestang. Ce chemin suivait le tracé des actuelles rues Nungesser-et-Coli, Henri-Desbals, Louis-Nicolas-Vauquelin (en partie sud), puis le chemin de Lestang jusqu'à la route de Seysses. « Au bout de ce chemin, tout près de la terrasse où les Toulousains fortunés se construisaient des petits châteaux à la campagne, des folies disait-on, tout près de leur demeure urbaine, se trouvait la propriété de la famille de Lestang ». Famille qui habitait l'hôtel de Lestang dans Toulouse devenu le rectorat de l'Académie.
L'usage du nom Fontaine-Lestang pour désigner ce quartier est attesté depuis le début du XXe siècle (en 1907, le plan de la première école est titré « École de Fontaine-Lestang », en 1910 ce nom apparait sur une carte). Mais un plan de 1880, qui situe les lieux-dits voisins du Pech, de Negogousse, de Bagatelle et de la Faourette, ne mentionne pas le nom Fontaine Lestang à son endroit actuel, parfaitement reconnaissable et déjà bâti.
Le chemin lui-même tire son nom d'un domaine qui était situé dans l'actuel quartier de la Reynerie. La limite ouest de ce domaine était située entre le château de Reynerie et celui qui s'est appelé Campagne, puis Bellefontaine, la limite est était limitrophe du domaine de Tabar. Le château de Fontaine-Lestang est maintenant démoli, seul son pigeonnier subsiste au sud du lac de la Reynerie. On en trouve plusieurs traces historiques, écrites ou cartographiques : un lieu nommé « la fontaine de Lestang » et son château sont mentionnés dans une ordonnance de l'archevêque cardinal d'Astros de 1848, qui correspond clairement à l'emplacement historique, à côté de la Reynerie.
Sur une planche du cadastre Grandvoinet représentant Toulouse et ses faubourgs en 1808,
on reconnait sans difficulté le chemin de Fontaine-Lestang et, très loin du quartier actuel, à la limite du coin supérieur gauche du plan, à un emplacement correspondant à la Reynerie actuelle, deux bâtisses (probablement des châteaux), entourées de jardins d'agrément. Les noms indiqués sont « Fontaine-Lestang » et « Le Miral - Sabatier ».
L'endroit désigné par le toponyme « Fontaine-Lestang » s'est donc déplacé d'environ 2,4 km entre la fin du XIXe siècle et le début du XXe siècle, au moment où l'urbanisation de ce faubourg a commencé à s’accélérer. La démolition du château historique dans les années 1950,
et l'adoption générale des noms Mirail et Reynerie pour désigner tout le quartier urbanisé dans les années 1960 entérinent définitivement ce déplacement.
Le nom Fontaine-Lestang évoque l'eau, mais certains historiens, lient le nom de ce domaine à la famille de Lestang, originaire du Limousin, dont plusieurs membres ont vécu à Toulouse, le plus célèbre étant Christophe de Lestang, qui fit construire entre 1593 et le début du XVIIe siècle l'hôtel de Lestang.

## Histoire
Ce quartier était situé à l'origine à l'extérieur de la ville de Toulouse, sur des terres de la rive gauche de la Garonne, qui étaient inondables avant la construction des digues. Il avait une vocation essentiellement agricole.
Une des plus anciennes implantations est la ferme du Pech, visible, par exemple sur la carte de Cassini (1740), dont le nom subsiste par la rue du Pech. Le quartier du Pech tire son nom d'une propriété, attestée au XVIIIe siècle et ayant appartenu à la famille Delpech (ou Delpuech). Famille de riches négociants pasteliers du XVIe siècle ayant bâti l'hôtel Delpech, au 20 rue des Changes à Toulouse, entre 1513 et 1535.
Le 10 avril 1814, lors des Pâques sanglantes, une coalition anglo-hispano-portugaise basée à Fontaine-Lestang, et commandée par le Maréchal duc de Wellington attaque les forces napoléoniennes du Maréchal Soult et se trouve stoppée aux allées Charles-de-Fitte.
L'urbanisation commence au milieu du XIXe siècle. La limite de l'octroi est alors le chemin de ronde, qui deviendra le boulevard Déodat-de-Séverac, et, comme constaté en de nombreux autres endroits, les habitations se développent plus vite dans la zone hors octroi qu'à l'intérieur. Les maisons apparaissent sur la rue de l'Union, la rue du 4-Septembre, et dans le triangle délimité par les actuelles rues Desbals, Vestrepain, et le boulevard Déodat-de-Séverac (à l'époque et respectivement chemin de Fontaine-Lestang, rue des Arcs-Saint-Cyprien et chemin de ronde)
Durant les grandes crues de 1875, le quartier fut inondé. Une plaque posée sur un mur de clôture du no 93 de la rue Vestrepain indique le niveau maximal atteint.

En 1877, est inaugurée la ligne ferroviaire de Saint-Agne à Auch, qui marque une délimitation du quartier à l'est, et dont la gare Roguet a servi de point d'ancrage à toute une zone d'activité de petite industrie qui accélèrera l'essor démographique alentour.

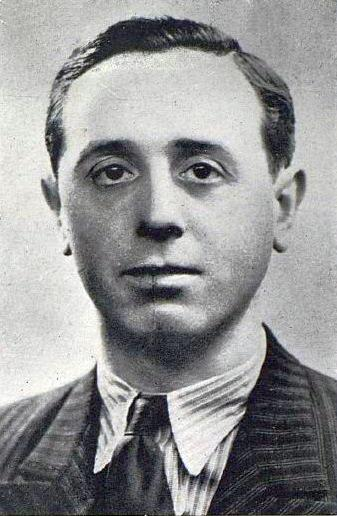
Le résistant toulousain Henri Desbals.

L'urbanisation justifie, autour de 1910, la construction d'une première école dans le quartier, qui est maintenant l'école maternelle Étienne Billières.
Des plans signés Joseph Galinier, datés de 1907témoignent d'un premier projet, qui ne se réalisa pas. La seconde tentative fut la bonne : plans en 1911, inauguration en 1912. Soixante-dix ans après l'inauguration, la place devant cette école prend le nom de la première directrice, Odontine Vigneau.
Fontaine Lestang s'est peuplé avec des migrants venus de nombreux pays, italiens, portugais et espagnols fuyant les régimes fascistes ou la pauvreté, avant 1939 ; les pieds-noirs et les harkis entre 1961 et 1963 ; quelques asiatiques, des arabes du Maghreb et des africains noirs provenant des anciens territoires coloniaux ; tous intégrés dès la seconde génération via l'école républicaine,  les tâches professionnelles liées au Bâtiment et aux petits métiers féminins.
Le quartier n'a pas échappé aux tourments de l'histoire européenne : pour la Première Guerre mondiale, le monument aux morts (place Odontine-Vigneau) comporte 48 noms de victimes. 
Maurice Sarraut, une des figures du radicalisme, ancien propriétaire du journal quotidien La Dépêche est assassiné par quatre miliciens, dans sa voiture, devant chez lui, villa des Tilleuls, à Saint-Simon. Son chauffeur, habitant de Fontaine-Lestang s'en sort gravement blessé.
Les arènes du Soleil-d'Or construites en quatre mois en 1953 (architecte M. Montier et l'entreprise Margeridon), 14 000 places, désaffectées en 1976, ont été détruites en 1991 et remplacées par le lycée général et technologique des Arènes.
L'explosion de l'usine AZF en septembre 2001 a endommagé bon nombre d'édifices.

## Géographie
Fontaine Lestang est délimité par :
- la route de Saint-Simon ;
- le boulevard Déodat-de-Séverac ;
- la voie ferrée reliant la gare de Toulouse Matabiau vers le Gers et Auch en particulier ;
- les rues Jean-Mermoz, de Saint-Gaudens, de l'Aspin, Jules-Tellier.

et se distribue autour des axes :
- route de Saint-Simon,
- rue Louis-Vestrepain (Louis Vestrepain (1809-1865), poète[16])),
- rue Henri-Desbals (précédemment chemin de Fontaine-Lestang, qui a donné son nom au quartier[17])
- rue Jacques-Gamelin.

Le quartier est agréable car ses rues sont bordées d'arbres et sont, pour la plupart, classées en zone 30 :
- avenue Lamartine : nombreux noisetiers, quelques saules et érables.
- rue Alain-Gerbault : voir photo
- rue du Docteur-Bernarbeig :

Les noms de rue d'un quartier proche de la station de métro ont été choisis dans la liste des noms de départements : Moselle, Aveyron, Drôme et des noms de villes : Caen, Auch.
Il existe plusieurs jardins publics sur l'emprise du quartier :
- Parc Fontaine Lestang,
- Jardin Vestrepain.

Les liens avec la rocade ouest se font par les accès n° 26 (avenue Desbals) et n° 27 (route de Saint-Simon).
Autrefois, la partie terminale du canal de Saint-Martory, avant qu'il ne se jette dans la Garonne, suivait la route de Saint-Simon entre la Cépière et la place Émile-Mâle, puis le chemin de ronde (maintenant boulevard Déodat-de-Séverac). Cette eau permettait d'irriguer les parcelles maraîchères, nombreuses dans le quartier jusqu'au XXe siècle. Dans les années 1970, la construction du boulevard qui est devenu le Périphérique toulousain, à la Cépière, a entrainé la disparition de cette branche du canal. On en trouve encore des traces sur le cadastre (Par exemple, la feuille 844 AE 01, consultée le 27 juillet 2018), alors qu'on n'en voit plus de trace physique sur place.

## Lieux et monuments
- Maison de quartier Fontaine-Lestang, siège du Foyer laïque d'éducation populaire Étienne Billières.
- Groupe scolaire Étienne Billières qui possède une grande salle d'activités sportives Christine Rumeau rue des Turres équipée d'un parquet posé à bâtons rompus.
- Lycée Général et Technologique Déodat de Séverac.
- Clinique Ambroise Paré.
- Maison de l'Architecture de Midi-Pyrénées.
- Église Saint-Christophe (dé-consécration en 2013).
- Hippodrome de la Cépière.

## Aménagement urbain

### Habitat
Ce quartier essentiellement résidentiel possède un habitat extrêmement hétérogène. Il existait encore en 2016 les deux générations de maisons toulousaines jouxtant de petits immeubles.
Les lotissements de la rue d'Auch, des avenues Alain-Gerbault, Lamartine, et de la rue Bernardbeig sont apparus dès 1928 (Loi Loucheur d'accession à la propriété sans location possible) en remplacement des cultures horticoles).
Dans les années 1960 la construction s'accélère avec les grands immeubles : Le Cristal, les barres de la rue du Mont-Dore et Henri-Dunant, les immeubles de Bagatelle.
Le quartier est en évolution constante. Les maisons laissées vacantes au décès des anciens sont achetées, soit par une population plus jeune à la recherche de logements individuels à rénover, soit par des promoteurs immobiliers qui les achètent pour les remplacer par de petits immeubles qui tendent à altérer l'esthétique et la convivialité du quartier. L'association de défense du quartier veille à vérifier le respect des permis de construire.
Plusieurs commerçants exercent leur métier, de génération en génération quand la vocation commerciale n'est pas sujette à inconvénients d'habitat moderne.
Le quartier se situe à 1 km environ de l'axe de vol des avions pour les décollages et les atterrissages sur l'aéroport de Toulouse-Blagnac. L'association de quartier s'assure que les compagnies aériennes et les autorités de gestion et régulation de l'aéroport respectent bien toutes les règlementations en vigueur.
Une "avant-garde" d'habitants a délaissé la voiture individuelle au profit des transports en commun, du vélo et de la marche à pied. Certains couples n'ont plus qu'une seule voiture, utilisant les possibilités offertes par l'auto-partage.

### Recensement
À l'occasion du soixantième anniversaire du Foyer d'éducation populaire Étienne Billières, en 1997, la présidente de l'association de quartier établissait une synthèse. « Quartier semi rural, longtemps tranquille, pavillonnaire, Fontaine Lestang connaît densification et poussées de construction. C'est un des secteurs dynamiques de la Ville Rose ».
- Le recensement de 1968 faisait état de 2 547 logements ; peu de changements entre 1968 et 1986. 1 421 nouveaux logements entre 1986 et 1993. Entre 1993 et 1997, 821 logements supplémentaires soit un total de 2 350 logements.

## Personnages natifs du quartier ou y ayant œuvré
- Armand Lascours[21], Étienne Billières (fut maire de Toulouse[22]), Parfait Dalquier[23], Henri Desbals (résistant du réseau Libérer et Fédérer, déporté, martyr de la Résistance)[24],
- Vincent Beer-Demander, musicien
- Yvette Benayoun-Nakache, femme politique
- Julien Martineau, musicien
- Daniel Schintone, peintre, professeur à l'école des Beaux-arts de Toulouse[25].
- Chantal Beer-Demander, présidente du comité de quartier et présidente nationale de l'Union Française Contre les Nuisances des Aéronefs (UFCNA) dont l'antenne toulousaine est le Collectif Contre les Nuisances Aériennes de l'Agglomération Toulousaine (CCNAT)[26].

## Vie du quartier
Le quartier est animé par ses diverses associations, les habitants sont volontiers porteurs de projets et souvent partenaires de la vie du quartier. La vie est ponctuée d'événements comme la fête en juin organisé par le Foyer laïque d'éducation populaire Étienne Billières. Ce foyer déploie de nombreuses activités culturelles, artistiques et sportives grâce à l'activité bénévole de nombreux membres actifs dynamiques. C'est le foyer qui gère notamment l'utilisation de la maison de quartier sise rue Vestrepain.
Le Hangar de la Cépière  est un lieu culturel omni-activités autogéré.

## Voies de communications et transports

### Transports en commun
- Fontaine-Lestang
  - 13

- Déodat de Séverac
  - 1334

- Mermoz
  - 13

- Arènes (à proximité directe)
  - L2L3
  - 143467